# Курченский сельсовет
Курче́нский сельсове́т — упразднённое сельское поселение в Наримановском районе Астраханской области Российской Федерации.
Административный центр — село Курченко.

## История
6 августа 2004 года в соответствии с Законом Астраханской области № 43/2004-ОЗ установлены границы муниципального образования, сельсовет наделен статусом сельского поселения.
Законом Астраханской области от 1 августа 2016 года Курченский сельсовет и Линейнинский сельсовет преобразованы в Линейнинский сельсовет с административным центром в селе Линейное.

## Население
| \| 2010[5] \| 2012[6] \| 2013[7] \| 2014[8] \| 2015[9] \| 2016[2] \| \| ------- \| ------- \| ------- \| ------- \| ------- \| ------- \| \| 649 \| ↗659 \| ↗660 \| ↗664 \| →664 \| ↘655 \| 100 200 300 400 500 600 700 2010 2016 |      |      |      |      |      |
| 2010 | 2012 | 2013 | 2014 | 2015 | 2016 |
| 649 | ↗659 | ↗660 | ↗664 | →664 | ↘655 |

## Состав сельского поселения
| № | Населённый пункт | Тип населённого пункта       | Население |
| - | ---------------- | ---------------------------- | --------- |
| 1 | Курченко         | село, административный центр | ↘421      |
| 2 | Янго-Аскер       | село                         | ↗243      |